# 967
Portal Geschichte | Portal Biografien | Aktuelle Ereignisse | Jahreskalender | Tagesartikel

◄ |
9. Jahrhundert |
10. Jahrhundert
| 11. Jahrhundert | ►

◄ |
930er |
940er |
950er |
960er
| 970er | 980er | 990er | ►

◄◄ |
◄ |
963 |
964 |
965 |
966 |
967
| 968 | 969 | 970 | 971 | ► | ►►
Staatsoberhäupter  · Nekrolog
| Januar | Januar | Januar | Januar | Januar | Januar | Januar | Januar |
| Kw     | Mo     | Di     | Mi     | Do     | Fr     | Sa     | So     |
| ------ | ------ | ------ | ------ | ------ | ------ | ------ | ------ |
| 1      |        | 1      | 2      | 3      | 4      | 5      | 6      |
| 2      | 7      | 8      | 9      | 10     | 11     | 12     | 13     |
| 3      | 14     | 15     | 16     | 17     | 18     | 19     | 20     |
| 4      | 21     | 22     | 23     | 24     | 25     | 26     | 27     |
| 5      | 28     | 29     | 30     | 31     |        |        |        |

| Februar | Februar | Februar | Februar | Februar | Februar | Februar | Februar |
| Kw      | Mo      | Di      | Mi      | Do      | Fr      | Sa      | So      |
| ------- | ------- | ------- | ------- | ------- | ------- | ------- | ------- |
| 5       |         |         |         |         | 1       | 2       | 3       |
| 6       | 4       | 5       | 6       | 7       | 8       | 9       | 10      |
| 7       | 11      | 12      | 13      | 14      | 15      | 16      | 17      |
| 8       | 18      | 19      | 20      | 21      | 22      | 23      | 24      |
| 9       | 25      | 26      | 27      | 28      |         |         |         |

| März | März | März | März | März | März | März | März |
| Kw   | Mo   | Di   | Mi   | Do   | Fr   | Sa   | So   |
| ---- | ---- | ---- | ---- | ---- | ---- | ---- | ---- |
| 9    |      |      |      |      | 1    | 2    | 3    |
| 10   | 4    | 5    | 6    | 7    | 8    | 9    | 10   |
| 11   | 11   | 12   | 13   | 14   | 15   | 16   | 17   |
| 12   | 18   | 19   | 20   | 21   | 22   | 23   | 24   |
| 13   | 25   | 26   | 27   | 28   | 29   | 30   | 31   |

| April | April | April | April | April | April | April | April |
| Kw    | Mo    | Di    | Mi    | Do    | Fr    | Sa    | So    |
| ----- | ----- | ----- | ----- | ----- | ----- | ----- | ----- |
| 14    | 1     | 2     | 3     | 4     | 5     | 6     | 7     |
| 15    | 8     | 9     | 10    | 11    | 12    | 13    | 14    |
| 16    | 15    | 16    | 17    | 18    | 19    | 20    | 21    |
| 17    | 22    | 23    | 24    | 25    | 26    | 27    | 28    |
| 18    | 29    | 30    |       |       |       |       |       |

| Mai | Mai | Mai | Mai | Mai | Mai | Mai | Mai |
| Kw  | Mo  | Di  | Mi  | Do  | Fr  | Sa  | So  |
| 18  |     |     | 1   | 2   | 3   | 4   | 5   |
| 19  | 6   | 7   | 8   | 9   | 10  | 11  | 12  |
| 20  | 13  | 14  | 15  | 16  | 17  | 18  | 19  |
| 21  | 20  | 21  | 22  | 23  | 24  | 25  | 26  |
| 22  | 27  | 28  | 29  | 30  | 31  |     |     |
| --- | --- | --- | --- | --- | --- | --- | --- |

| Juni | Juni | Juni | Juni | Juni | Juni | Juni | Juni |
| Kw   | Mo   | Di   | Mi   | Do   | Fr   | Sa   | So   |
| ---- | ---- | ---- | ---- | ---- | ---- | ---- | ---- |
| 22   |      |      |      |      |      | 1    | 2    |
| 23   | 3    | 4    | 5    | 6    | 7    | 8    | 9    |
| 24   | 10   | 11   | 12   | 13   | 14   | 15   | 16   |
| 25   | 17   | 18   | 19   | 20   | 21   | 22   | 23   |
| 26   | 24   | 25   | 26   | 27   | 28   | 29   | 30   |

| Juli | Juli | Juli | Juli | Juli | Juli | Juli | Juli |
| Kw   | Mo   | Di   | Mi   | Do   | Fr   | Sa   | So   |
| ---- | ---- | ---- | ---- | ---- | ---- | ---- | ---- |
| 27   | 1    | 2    | 3    | 4    | 5    | 6    | 7    |
| 28   | 8    | 9    | 10   | 11   | 12   | 13   | 14   |
| 29   | 15   | 16   | 17   | 18   | 19   | 20   | 21   |
| 30   | 22   | 23   | 24   | 25   | 26   | 27   | 28   |
| 31   | 29   | 30   | 31   |      |      |      |      |

| August | August | August | August | August | August | August | August |
| Kw     | Mo     | Di     | Mi     | Do     | Fr     | Sa     | So     |
| ------ | ------ | ------ | ------ | ------ | ------ | ------ | ------ |
| 31     |        |        |        | 1      | 2      | 3      | 4      |
| 32     | 5      | 6      | 7      | 8      | 9      | 10     | 11     |
| 33     | 12     | 13     | 14     | 15     | 16     | 17     | 18     |
| 34     | 19     | 20     | 21     | 22     | 23     | 24     | 25     |
| 35     | 26     | 27     | 28     | 29     | 30     | 31     |        |

| September | September | September | September | September | September | September | September |
| Kw        | Mo        | Di        | Mi        | Do        | Fr        | Sa        | So        |
| --------- | --------- | --------- | --------- | --------- | --------- | --------- | --------- |
| 35        |           |           |           |           |           |           | 1         |
| 36        | 2         | 3         | 4         | 5         | 6         | 7         | 8         |
| 37        | 9         | 10        | 11        | 12        | 13        | 14        | 15        |
| 38        | 16        | 17        | 18        | 19        | 20        | 21        | 22        |
| 39        | 23        | 24        | 25        | 26        | 27        | 28        | 29        |
| 40        | 30        |           |           |           |           |           |           |

| Oktober | Oktober | Oktober | Oktober | Oktober | Oktober | Oktober | Oktober |
| Kw      | Mo      | Di      | Mi      | Do      | Fr      | Sa      | So      |
| ------- | ------- | ------- | ------- | ------- | ------- | ------- | ------- |
| 40      |         | 1       | 2       | 3       | 4       | 5       | 6       |
| 41      | 7       | 8       | 9       | 10      | 11      | 12      | 13      |
| 42      | 14      | 15      | 16      | 17      | 18      | 19      | 20      |
| 43      | 21      | 22      | 23      | 24      | 25      | 26      | 27      |
| 44      | 28      | 29      | 30      | 31      |         |         |         |

| November | November | November | November | November | November | November | November |
| Kw       | Mo       | Di       | Mi       | Do       | Fr       | Sa       | So       |
| -------- | -------- | -------- | -------- | -------- | -------- | -------- | -------- |
| 44       |          |          |          |          | 1        | 2        | 3        |
| 45       | 4        | 5        | 6        | 7        | 8        | 9        | 10       |
| 46       | 11       | 12       | 13       | 14       | 15       | 16       | 17       |
| 47       | 18       | 19       | 20       | 21       | 22       | 23       | 24       |
| 48       | 25       | 26       | 27       | 28       | 29       | 30       |          |

| Dezember | Dezember | Dezember | Dezember | Dezember | Dezember | Dezember | Dezember |
| Kw       | Mo       | Di       | Mi       | Do       | Fr       | Sa       | So       |
| -------- | -------- | -------- | -------- | -------- | -------- | -------- | -------- |
| 48       |          |          |          |          |          |          | 1        |
| 49       | 2        | 3        | 4        | 5        | 6        | 7        | 8        |
| 50       | 9        | 10       | 11       | 12       | 13       | 14       | 15       |
| 51       | 16       | 17       | 18       | 19       | 20       | 21       | 22       |
| 52       | 23       | 24       | 25       | 26       | 27       | 28       | 29       |
| 1        | 30       | 31       |          |          |          |          |          |

| Januar | Januar | Januar | Januar | Januar | Januar | Januar | Januar |
| Kw     | Mo     | Di     | Mi     | Do     | Fr     | Sa     | So     |
| ------ | ------ | ------ | ------ | ------ | ------ | ------ | ------ |
| 1      |        | 1      | 2      | 3      | 4      | 5      | 6      |
| 2      | 7      | 8      | 9      | 10     | 11     | 12     | 13     |
| 3      | 14     | 15     | 16     | 17     | 18     | 19     | 20     |
| 4      | 21     | 22     | 23     | 24     | 25     | 26     | 27     |
| 5      | 28     | 29     | 30     | 31     |        |        |        |

| Februar | Februar | Februar | Februar | Februar | Februar | Februar | Februar |
| Kw      | Mo      | Di      | Mi      | Do      | Fr      | Sa      | So      |
| ------- | ------- | ------- | ------- | ------- | ------- | ------- | ------- |
| 5       |         |         |         |         | 1       | 2       | 3       |
| 6       | 4       | 5       | 6       | 7       | 8       | 9       | 10      |
| 7       | 11      | 12      | 13      | 14      | 15      | 16      | 17      |
| 8       | 18      | 19      | 20      | 21      | 22      | 23      | 24      |
| 9       | 25      | 26      | 27      | 28      |         |         |         |

| März | März | März | März | März | März | März | März |
| Kw   | Mo   | Di   | Mi   | Do   | Fr   | Sa   | So   |
| ---- | ---- | ---- | ---- | ---- | ---- | ---- | ---- |
| 9    |      |      |      |      | 1    | 2    | 3    |
| 10   | 4    | 5    | 6    | 7    | 8    | 9    | 10   |
| 11   | 11   | 12   | 13   | 14   | 15   | 16   | 17   |
| 12   | 18   | 19   | 20   | 21   | 22   | 23   | 24   |
| 13   | 25   | 26   | 27   | 28   | 29   | 30   | 31   |

| April | April | April | April | April | April | April | April |
| Kw    | Mo    | Di    | Mi    | Do    | Fr    | Sa    | So    |
| ----- | ----- | ----- | ----- | ----- | ----- | ----- | ----- |
| 14    | 1     | 2     | 3     | 4     | 5     | 6     | 7     |
| 15    | 8     | 9     | 10    | 11    | 12    | 13    | 14    |
| 16    | 15    | 16    | 17    | 18    | 19    | 20    | 21    |
| 17    | 22    | 23    | 24    | 25    | 26    | 27    | 28    |
| 18    | 29    | 30    |       |       |       |       |       |

| Mai | Mai | Mai | Mai | Mai | Mai | Mai | Mai |
| Kw  | Mo  | Di  | Mi  | Do  | Fr  | Sa  | So  |
| 18  |     |     | 1   | 2   | 3   | 4   | 5   |
| 19  | 6   | 7   | 8   | 9   | 10  | 11  | 12  |
| 20  | 13  | 14  | 15  | 16  | 17  | 18  | 19  |
| 21  | 20  | 21  | 22  | 23  | 24  | 25  | 26  |
| 22  | 27  | 28  | 29  | 30  | 31  |     |     |
| --- | --- | --- | --- | --- | --- | --- | --- |

| Juni | Juni | Juni | Juni | Juni | Juni | Juni | Juni |
| Kw   | Mo   | Di   | Mi   | Do   | Fr   | Sa   | So   |
| ---- | ---- | ---- | ---- | ---- | ---- | ---- | ---- |
| 22   |      |      |      |      |      | 1    | 2    |
| 23   | 3    | 4    | 5    | 6    | 7    | 8    | 9    |
| 24   | 10   | 11   | 12   | 13   | 14   | 15   | 16   |
| 25   | 17   | 18   | 19   | 20   | 21   | 22   | 23   |
| 26   | 24   | 25   | 26   | 27   | 28   | 29   | 30   |

| Juli | Juli | Juli | Juli | Juli | Juli | Juli | Juli |
| Kw   | Mo   | Di   | Mi   | Do   | Fr   | Sa   | So   |
| ---- | ---- | ---- | ---- | ---- | ---- | ---- | ---- |
| 27   | 1    | 2    | 3    | 4    | 5    | 6    | 7    |
| 28   | 8    | 9    | 10   | 11   | 12   | 13   | 14   |
| 29   | 15   | 16   | 17   | 18   | 19   | 20   | 21   |
| 30   | 22   | 23   | 24   | 25   | 26   | 27   | 28   |
| 31   | 29   | 30   | 31   |      |      |      |      |

| August | August | August | August | August | August | August | August |
| Kw     | Mo     | Di     | Mi     | Do     | Fr     | Sa     | So     |
| ------ | ------ | ------ | ------ | ------ | ------ | ------ | ------ |
| 31     |        |        |        | 1      | 2      | 3      | 4      |
| 32     | 5      | 6      | 7      | 8      | 9      | 10     | 11     |
| 33     | 12     | 13     | 14     | 15     | 16     | 17     | 18     |
| 34     | 19     | 20     | 21     | 22     | 23     | 24     | 25     |
| 35     | 26     | 27     | 28     | 29     | 30     | 31     |        |

| September | September | September | September | September | September | September | September |
| Kw        | Mo        | Di        | Mi        | Do        | Fr        | Sa        | So        |
| --------- | --------- | --------- | --------- | --------- | --------- | --------- | --------- |
| 35        |           |           |           |           |           |           | 1         |
| 36        | 2         | 3         | 4         | 5         | 6         | 7         | 8         |
| 37        | 9         | 10        | 11        | 12        | 13        | 14        | 15        |
| 38        | 16        | 17        | 18        | 19        | 20        | 21        | 22        |
| 39        | 23        | 24        | 25        | 26        | 27        | 28        | 29        |
| 40        | 30        |           |           |           |           |           |           |

| Oktober | Oktober | Oktober | Oktober | Oktober | Oktober | Oktober | Oktober |
| Kw      | Mo      | Di      | Mi      | Do      | Fr      | Sa      | So      |
| ------- | ------- | ------- | ------- | ------- | ------- | ------- | ------- |
| 40      |         | 1       | 2       | 3       | 4       | 5       | 6       |
| 41      | 7       | 8       | 9       | 10      | 11      | 12      | 13      |
| 42      | 14      | 15      | 16      | 17      | 18      | 19      | 20      |
| 43      | 21      | 22      | 23      | 24      | 25      | 26      | 27      |
| 44      | 28      | 29      | 30      | 31      |         |         |         |

| November | November | November | November | November | November | November | November |
| Kw       | Mo       | Di       | Mi       | Do       | Fr       | Sa       | So       |
| -------- | -------- | -------- | -------- | -------- | -------- | -------- | -------- |
| 44       |          |          |          |          | 1        | 2        | 3        |
| 45       | 4        | 5        | 6        | 7        | 8        | 9        | 10       |
| 46       | 11       | 12       | 13       | 14       | 15       | 16       | 17       |
| 47       | 18       | 19       | 20       | 21       | 22       | 23       | 24       |
| 48       | 25       | 26       | 27       | 28       | 29       | 30       |          |

| Dezember | Dezember | Dezember | Dezember | Dezember | Dezember | Dezember | Dezember |
| Kw       | Mo       | Di       | Mi       | Do       | Fr       | Sa       | So       |
| -------- | -------- | -------- | -------- | -------- | -------- | -------- | -------- |
| 48       |          |          |          |          |          |          | 1        |
| 49       | 2        | 3        | 4        | 5        | 6        | 7        | 8        |
| 50       | 9        | 10       | 11       | 12       | 13       | 14       | 15       |
| 51       | 16       | 17       | 18       | 19       | 20       | 21       | 22       |
| 52       | 23       | 24       | 25       | 26       | 27       | 28       | 29       |
| 1        | 30       | 31       |          |          |          |          |          |

## Ereignisse

### Politik und Weltgeschehen

#### Asien
- 5. Juli: Nach dem Tod von Murakami folgt ihm sein Sohn Reizei als Tennō von Japan. Murakami hat versucht, die Thronfolge seines an einer psychischen Krankheit leidenden Sohnes zu verhindern, aber durch politischen Druck des mächtigen Fujiwara-Clans kommt der 17-jährige dennoch an die Macht.

#### Heiliges Römisches Reich/Italien
Der deutsch-römische Kaiser Otto I. verlagert auf seinem dritten Italienzug ab Februar seinen Aktionsradius in den Raum südlich von Rom. Auf Zügen nach Benevent und Capua nimmt er von den dortigen Herzögen wie Pandulf I. Huldigungen entgegen. Da Byzanz die Oberhoheit über diese Gebiete beansprucht und seine Herrscher sich als einzige legitime Träger des Kaisertitels sehen, verschärfen sich die Konflikte mit Kaiser Nikephoros Phokas.
Otto I. und Papst Johannes XIII. reisen gemeinsam von Rom nach Ravenna, um dort das Osterfest zu feiern. Um seine dynastischen Pläne zu fördern, fordert Otto in einem gemeinsam mit dem Papst verfassten Schreiben seinen Sohn Otto II. auf, im Herbst nach Rom zu reisen, um mit ihnen Weihnachten zu feiern. Dieser tritt von Augsburg aus den Zug über den Brenner an. Im Oktober treffen Vater und Sohn in Verona zusammen und ziehen gemeinsam über Ravenna nach Rom. Am 25. Dezember wird Otto II. in Rom zum Mitkaiser im Reich gekrönt. Noch im gleichen Jahr beginnen Verhandlungen über eine Heirat des Zwölfjährigen mit der etwa gleichaltrigen byzantinischen Prinzessin Theophanu.

#### Byzantinisches Reich/Balkan/Levante
- Sommer: Der byzantinische Kaiser Nikephoros II. schickt den Gesandten Kalokyres mit Gold zu den Kiewer Rus, um deren Fürsten Swjatoslaw I. für ein Kriegsbündnis gegen die Bulgaren zu gewinnen. Swjatoslaw geht auf das Angebot ein, nachdem Kalokyres ihm zusätzlich die Inbesitznahme der eroberten bulgarischen Länder in Aussicht gestellt hat. Im Gegenzug erhält Kalokyres angeblich die Zusicherung von Waffenhilfe für seine eigenen Ambitionen, byzantinischer Kaiser zu werden.
- Der Feldzug der Kiewer Rus unter Swjatoslaw I. quer durch den ganzen Balkan beginnt. Swjatoslaw verkündet die geplante Verlegung seiner Hauptstadt von Kiew nach der bulgarischen Hauptstadt Preslaw an der Donau, weil dort „der Mittelpunkt seines Reiches läge“. Kaiser Nikephoros, um die Sicherung seiner eigenen Nordgrenze besorgt, schließt daraufjhin mit den Bulgaren einem Waffenstillstand und verbündet sich mit dem einstigen Gegner gegen die größere Bedrohung durch die Russen.
- Saif ad-Daula, Emir von Aleppo aus dem Geschlecht der Hamdaniden, stirbt und hinterlässt seinem Sohn ein von Bürgerkrieg und Aufständen geschwächtes Reich. Bis Ende des Jahres fallen die meisten Festungen in byzantinische Hand.
- Nikephoros II. lässt die 927 von den Sarazenen zerstörte Stadt Tarent wieder aufbauen.
- Am 2. September erschüttert ein Erdbeben die Provinz Honorias, die Hauptstadt Claudiopolis wird völlig zerstört, selbst in Konstantinopel kommt es zu Zerstörungen.

#### Weitere Ereignisse in Mittel- und Osteuropa
- Herzog Mieszko I. von Polen macht sich an die Eroberung der reichen Handelsstadt Wollin. Diese ruft Graf Wichmann, den Neffen des Sachsenherzogs Hermann Billung, zu Hilfe. Mit böhmischer Unterstützung gewinnt Mieszko eine Schlacht, in deren Verlauf Wichmann getötet wird. Zwar gelingt es ihm nicht, Wollin zu erobern, doch kann er den militärischen Erfolg in Landgewinne umsetzen, durch die er einen Zugang zum Handelsverkehr auf der Ostsee erlangt.
- 967/972: Boleslav II. wird König von Böhmen.

#### Schottland
- Culen, Sohn des früheren schottischen Königs Indulf, erhebt sich gegen den regierenden König Dubh, unterliegt aber in einer Feldschlacht bei Crief. Allerdings kann Dubh seinen Sieg nicht lange auskosten, denn kurz darauf erkrankt er schwer und muss die Aufsicht über die Gerichtsverwaltung aufgeben. Seine Untergebenen nutzen diese Situation und bereichern sich, weil sie Dubh auf dem Sterbebett wähnen. Doch Dubh erholt sich wieder und begibt sich nach Moray und Ross, um dort Ruhe und Ordnung wiederherzustellen. Die Verräter werden exekutiert. Auf dem Weg zurück in den Süden übernachtet Dubh im Schloss von Forres, wo zwei Attentäter den schlafenden König ermorden. Culen, wahrscheinlich der Auftraggeber des Mordes, wird König von Schottland.

#### Urkundliche Ersterwähnungen
- Zeitz wird auf der Synode von Ravenna erstmals urkundlich erwähnt.

### Religion

#### Christentum
- Ostern: Auf Vorschlag von Otto genehmigt Papst Johannes XIII. auf der Synode zu Ravenna die Errichtung der drei Bistümer Meißen, Merseburg und Zeitz. Alle drei Bistümer sollen zum Metropolitanverband des zu gründenden Erzbistums Magdeburg gehören.

#### Hinduismus

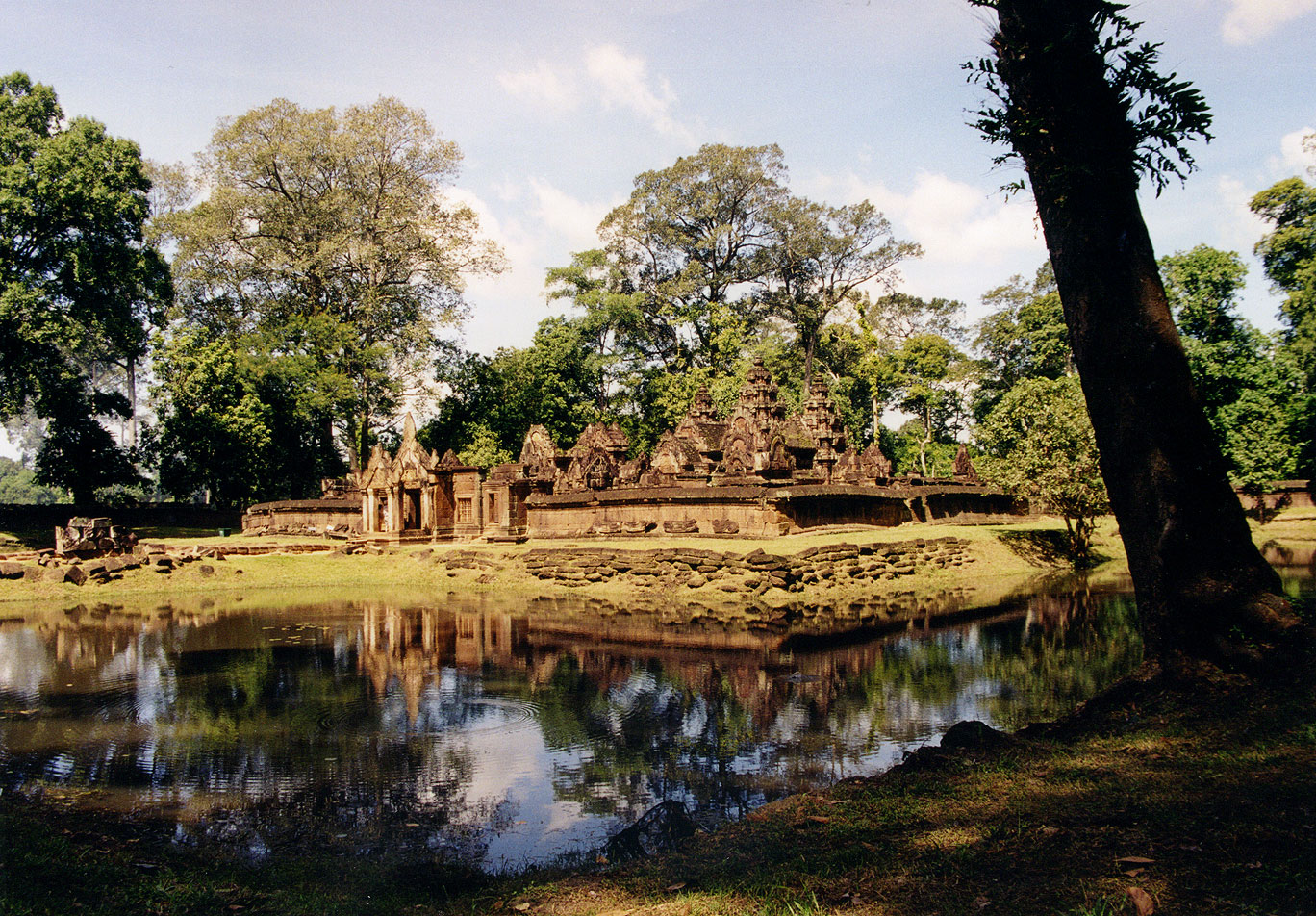
Der innere Bereich des Tempelareals

- 22. April: Während der Regentschaft von Rajendravarman II. im Khmer-Königreich von Angkor wird der Tempel von Banteay Srei zu Ehren des Gottes Shiva eingeweiht.

## Geboren
- 7. Dezember: Abū Saʿīd-i Abū l-Chair, persischer Sufi († 1049)
- 965/967: Bolesław I., der Tapfere, Herzog von Polen, Herzog von Böhmen und erster König von Polen († 1025)

## Gestorben

### Todesdatum gesichert
- 9. Februar: Saif ad-Daula, Emir von Aleppo (* 916)
- 19. März: Einold, Abt von Gorze
- 10. Mai: Drogo, Bischof von Osnabrück
- 10. Mai: Rainald, Graf von Roucy
- 5. Juli: Murakami, Tennō von Japan (* 926)
- 19./29. August: Robert von Vermandois, Graf von Meaux und Graf von Troyes (* um 910/915)
- 22. September: Wichmann II., Graf in vielen Gauen in Engern und bekannt als „Rebell des Ottonen-Reiches“ (* um 930)
- 20. November: Abū l-Faradsch al-Isfahānī, arabischer Historiker, Literat und Poet (* 897)

### Genaues Todesdatum unbekannt
- Abd al-Aziz ibn Uthman, arabischer Astrologe und Mathematiker
- Dubh, König von Schottland
- Hugo II., Herr von Lusignan

### Gestorben um 967
- 967 oder 972: Boleslav I., König von Böhmen (* um 915)